# Cantone di Plateau briard
Il Cantone di Plateau briard è una divisione amministrativa degli arrondissement di  Créteil e di Nogent-sur-Marne.
È stato istituito a seguito della riforma dei cantoni del 2014, che è entrata in vigore con le elezioni dipartimentali del 2015.

## Composizione
Comprende i comuni di:
- Boissy-Saint-Léger
- Mandres-les-Roses
- Marolles-en-Brie
- Noiseau
- Périgny
- La Queue-en-Brie
- Santeny
- Villecresnes